# Lois assyriennes

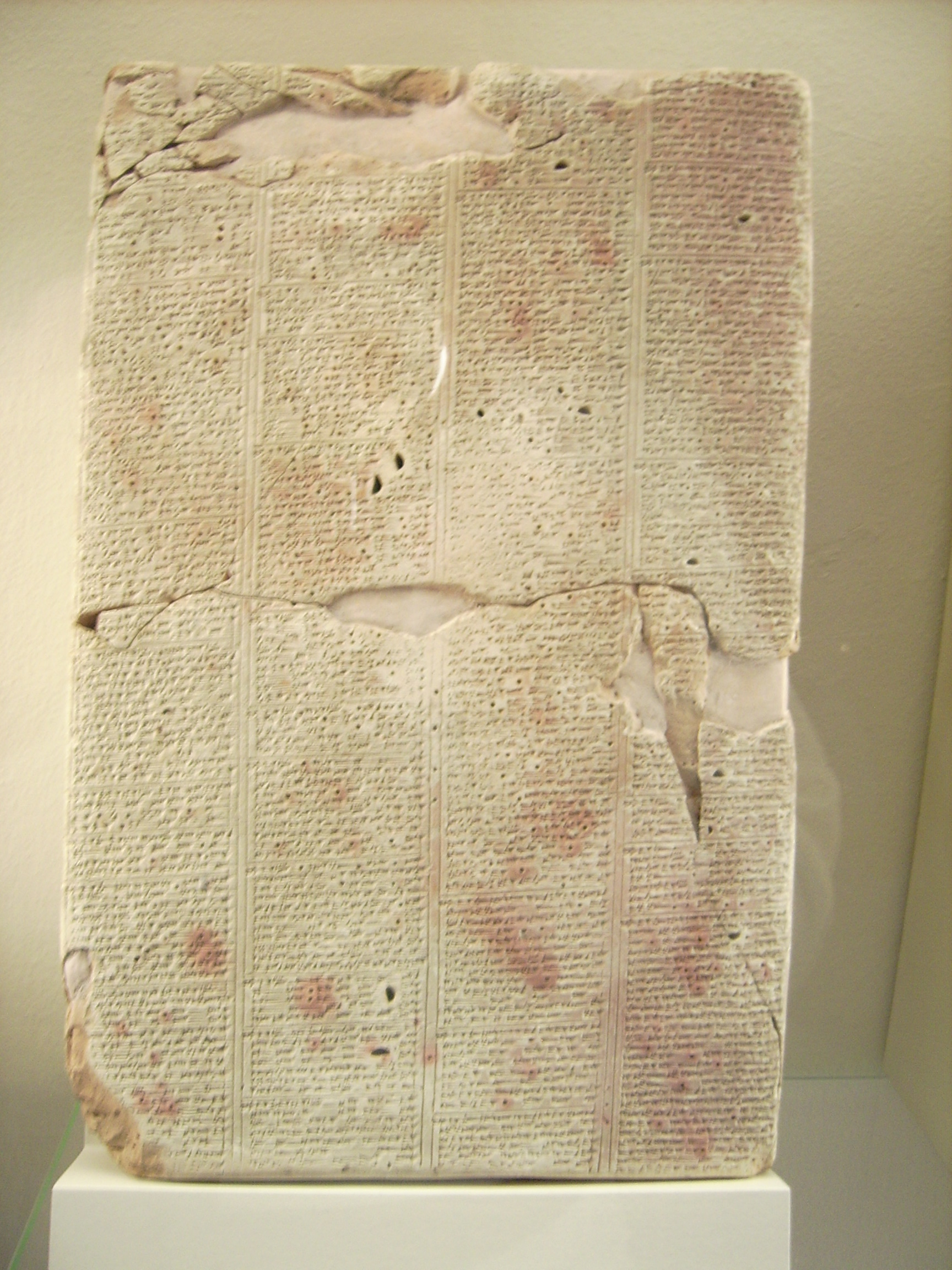
Tablette A des lois assyriennes. Pergamon Museum.

Les lois assyriennes ou lois médio-assyriennes sont un texte juridique de la Mésopotamie antique, plus précisément l'Assyrie, dont les originaux remontent probablement au XIVe siècle av. J.-C., mais connu par des copies du XIe siècle av. J.-C. retrouvée à Assur. 
Ce groupe de tablettes compile des prescriptions juridiques (« lois » ou « articles ») sur différents sujets importants de la société assyrienne de l'époque (famille, propriété). Une centaine de ces articles sont connus en raison du caractère fragmentaire des tablettes documentant ces lois qui nous sont parvenues, le texte original étant plus long. Cette compilation de lois est manifestement liée à la volonté du roi Teglath-Phalasar Ier, sans doute dans le but de permettre aux juges de s'en inspirer pour exercer leur fonction.
Les lois assyriennes sont constituées de plusieurs tablettes connues pour la plupart par un seul exemplaire (sauf la A), qui sont généralement dans un état très fragmentaire. Les articles qu'elles comprennent sont regroupés de façon thématique :
- la tablette A, la plus complète, comprend des articles consacrés au statut des femmes ;
- la tablette B concerne la propriété foncière ;
- les tablettes C et G concernent la propriété des biens mobiliers.

D'autres fragments plus petits ont été mis au jour.